# اندره پرپلوتکینس
اندره پرپلوتکینس (اوکراینی: Андрій Ігорович Перепльоткін؛ زادهٔ ۲۷ دسامبر ۱۹۸۴) بازیکن فوتبال اهل لتونی است.
از باشگاه‌هایی که در آن بازی کرده‌است می‌توان به باشگاه فوتبال اسکونتو، باشگاه فوتبال دربی کانتی، باشگاه فوتبال بوهمیان، باشگاه فوتبال ساوت‌همپتون، باشگاه فوتبال آرارات ایروان، باشگاه فوتبال متالیست خارکوف، باشگاه فوتبال نسف قرشی، باشگاه فوتبال اندرلشت، و باشگاه فوتبال ناروا ترانس اشاره کرد.
وی همچنین در تیم ملی فوتبال لتونی بازی کرده‌است.